# Chlorophorus glabromaculatus
Chlorophorus glabromaculatus là một loài bọ cánh cứng trong họ Cerambycidae.